# Protoventuria alpina
Protoventuria alpina är en svampart som först beskrevs av Pier Andrea Saccardo, och fick sitt nu gällande namn av M.E. Barr 1971. Protoventuria alpina ingår i släktet Protoventuria och familjen Venturiaceae.  Arten är reproducerande i Sverige. Inga underarter finns listade i Catalogue of Life.